# Zuihōden
El Zuihōdonin (en japonès: 瑞鳳殿) és un complex del mausoleu de Date Masamune i els seus hereus, els dàimio del Domini Sendai. Està situat a Sendai, prefectura de Miyagi, al Japó.
Segons la llegenda, quan Date Masamune, conegut com "el drac borni" (独眼竜) i fundador del domini Sendai, va morir el 1636, va deixar instruccions per a l'edificació d'un mausoleu, que va començar-se a construir-se l'any següent. Diversos dels dàimio i altres membres del clan Dati estan van ser enterrats en el mateix terreny. La majoria dels monuments van ser destruïts pels bombardejos i els incendis posteriors el 1945 i posteriorment reconstruïts en el seu estil original Momoyama.